# 前425年
| 千纪： | 前1千纪 |
| 世纪： | 前6世纪 \| 前5世纪 \| 前4世纪 |
| 年代： | 前450年代 \| 前440年代 \| 前430年代 \| 前420年代 \| 前410年代 \| 前400年代 \| 前390年代                                                                       |
| 年份： | 前430年 \| 前429年 \| 前428年 \| 前427年 \| 前426年 \| 前425年 \| 前424年 \| 前423年 \| 前422年 \| 前421年 \| 前420年                                         |
| 纪年： | 周威烈王元年 魯元公十二年 齊宣公三十一年 晉幽公九年 趙襄子五十一年 秦懷公四年 楚簡王七年 宋昭公四十四年 衛懷公元年 鄭共公三十年 燕閔公十四年 越王朱勾二十三年 |

## 大事記
- 薛西斯二世继位为波斯帝国皇帝。
- 伯罗奔尼撒战争：雅典在派娄斯之战和斯法吉亚之战中战胜斯巴达，拒绝斯巴达求和。

## 逝世
- 阿尔塔薛西斯一世，波斯帝国皇帝（出生日期不明）
- 希羅多德，古希腊作家和历史学家（约出生于前484年）
- 赵襄子
- 秦怀公